# アッシントンAFC
アッシントン・アソシエーション・フットボール・クラブ（Ashington Association Football Club）は、イングランド・ノーサンバーランド・アッシントンに本拠地を置くサッカークラブチーム。

## 歴史
1883年に設立。当初は地域リーグに所属していた。1920-21シーズンにフットボールリーグが2ディビジョン制から3ディビジョン制に拡大されると、その翌シーズンの1921-22シーズンからはサードディビジョンが南北に分かれ、更にチーム数が増えた。アッシントンはサードディビジョン・ノースに参入し、プロリーグのクラブとして新たなスタートを切った。しかし1928-29シーズンにサードディビジョン・ノースで最下位の成績に終わると、地域リーグへと降格した。プロリーグであるフットボールリーグに所属していた期間は僅か8シーズンのみだった。それ以降は今日に至るまでフットボールリーグへの復帰は果たせていない。
FAカップの歴代最高成績は1926-27シーズンの3回戦進出。FAアマチュアカップに関しては1973-74シーズンにベスト4に進出している。フットボールリーグ時代の最高位は1923-24シーズンのサードディビジョン・ノース8位。

## タイトル

### 国内タイトル
- ノーザンリーグ・ディビジョン2:2回

2000-01,2003-04
- ノーザンリーグ・エルネスト・アームストロング・メモリアル・カップ:2回

1998-99,2002-03
- ノーザン・アライアランス:1回

1913-14
- イースト・ノーサンバーランド・リーグ:1回

1897-98
- ノーサンバーランド・シニア・カップ:10回

1920-21,1932-33,1938-39,1949-50,1955-56,1956-57,1961-62,1963-67,1979-80,2012-13

### 国際タイトル
なし